# Huo hu
Pour plus de détails, voir Fiche technique et Distribution.
Huo hu (火狐, littéralement « le renard étincelant ») est un film hongkongais réalisé par Wu Ziniu, sorti en 1994.

## Synopsis
Deux hommes partent dans la montagne pour chasser un renard rare mais finissent par se chasser l'un l'autre.

## Fiche technique
- Titre : Huo hu
- Titre original : 火狐
- Réalisation : Wu Ziniu
- Scénario : Wang Chunbo et Wu Ziniu
- Production : Jacob Cheung Chi-leung
- Pays :  Hong Kong et  Chine
- Genre : Drame
- Durée : 98 minutes
- Dates de sortie : 
  -  Hong Kong : 1994

## Distribution
- Gong Han-lin
- Men Tu
- Yu Jieming

## Distinctions
Le film a été présenté en sélection officielle en compétition lors de Berlinale 1994.